# Anselm av Lucca
Anselm av Lucca den yngre, född 1036 i Milano, död 18 mars 1086 i Mantua, var en italiensk, romersk-katolsk biskop, benediktinbroder och kanonist. Han är känd för sina insatser under investiturstriden, och för sin samling av källor till den kanoniska rätten. Han är staden Mantuas skyddshelgon, med festdag 18 mars.

## Biografi
Anselm av Lucca var syskonbarn till den äldre Anselm av Lucca. Efter att den äldre blev påve, med namn Alexander II (1061), utsåg han den yngre att efterträda sig som biskop av Lucca 1071, och sände honom till Heliga romerska riket av tysk nation för att mottaga investitur från kejsare Henrik IV. Anselm den yngre begav sig till Tyskland, men förnekades insignierna på andlig makt från den världsliga härskaren och återvände utan investitur. 1073 utsågs han igen, av påven Gregorius VII, och begav sig till kejsaren, men denna gång fick han uppmaningen att inte emottaga investituren. Av någon anledning gjorde Anselm ändå detta, men fylldes snart av en sådan ånger att han avgick som biskop och inträdde i benediktinorden, i ett kloster i närheten av Mantua.
Gregorius VII beordrade honom att återvända till Lucca, och han lydde motvilligt men fortsatte leva som en munk. 1077–1079 tog han emot flera slott som grevinnan Matilda av Toscana lät överföra till Kyrkostatens ägo, och förberdde sig på kejsar Henriks motattack, vilken ägde rum 1081–84. Under tiden försökte han införa striktare regler för sina präster. De flesta prästerna motsatte sig dessa nya regler, många blev exkommunicerade, men sedan gick de samman med kejsar Henrik och motpåven Guibert, Clemens III, och fördrev honom från Lucca 1081. Först sökte Anselm tillflykt i Moriana, dit han flydde tillsammans med prästen Bardo som senare skulle skriva hans biografi. Sedan hamnade han i Canossa där han blev grevinnan Matildas andliga rådgivare. Biskop Benzo av Alba, som var kejsarens trogne bundsförvant, har berättat att de båda tog guld och silver från kloster, som de sände till påven Gregorius i Rom.
Något senare utnämnde påven Victor III honom till påvlig legat i Lombardiet, och gav honom rätt att leda alla stift som saknade biskop med anledning av konflikten mellan påven och kejsaren.
Anselm var väl bevandrad i Skriften och författade några viktiga verk i vilka han kritiserade lekmannainvestituren och försvarade påve Gregorius mot antipåven Guibert. Han ägnade sina sista år åt att göra en sammanställning av kyrkliga lagar, och de tretton böcker detta arbete resulterade i är de första samlingarna till den kanoniska rätten (Collectio canonum), vilka stödjer den gregorianska reformen och vilka senare togs med i det välkända Decretum av juristen Gratianus.
Han avled i Mantua den 18 mars 1086, och betraktas som skyddshelgon för denna stad. En biografi över Anselm skrevs av hans efterträdare i Lucca, biskop Rangerius. Han helgonförklarades 1087.